# Manuel Mejía
Manuel Mejía (Bogotá; 1956) fue un escritor, docente y conferencista colombiano.

## Biografía
Estudió Derecho en la Universidad de los Andes de Bogotá y terminó estudios en Ciencias Políticas en el mismo centro educativo. Hizo un diplomado en traducción jurídica y Derecho Comparado en la Universidad de París II y se especializó en Derecho Societario en la Universidad Javeriana de Bogotá.
Es autor de las novelas Y no volvió (2004), Serpentinas tricolores (2008), finalista del premio Herralde de novela, El Parque del Retiro no es para todos (2013), Qué chévere (2015), La casa por la ventana (2016), así como el libro de relatos Trece cuentos tristes y un relato con moraleja (2010).
En 2016 su obra Entuertos, enredos e historias invertebradas resultó finalista del concurso de novela Verdum (Barcelona).
Ha sido un colaborador de medios en Madrid y Bogotá, a cargo de reseñas literarias y artículos de corte político.